# Moderna buskrosor
Moderna buskrosor (Rosa Moderna buskros-gruppen) är en grupp av rosor. De är mycket komplexa hybrider med stor variation i utseendet. Det rör sig vanligen om starkväxande rosor på en till två meter med remonterande blomning.
Gruppen inkluderar flera produktgrupper, som austinrosor (engelska rosor), romanticarosor, renaissancerosor,  courtyardrosor, coverrosor och borderrosor. Även flertalet så kallade marktäckande rosor förs till denna grupp.

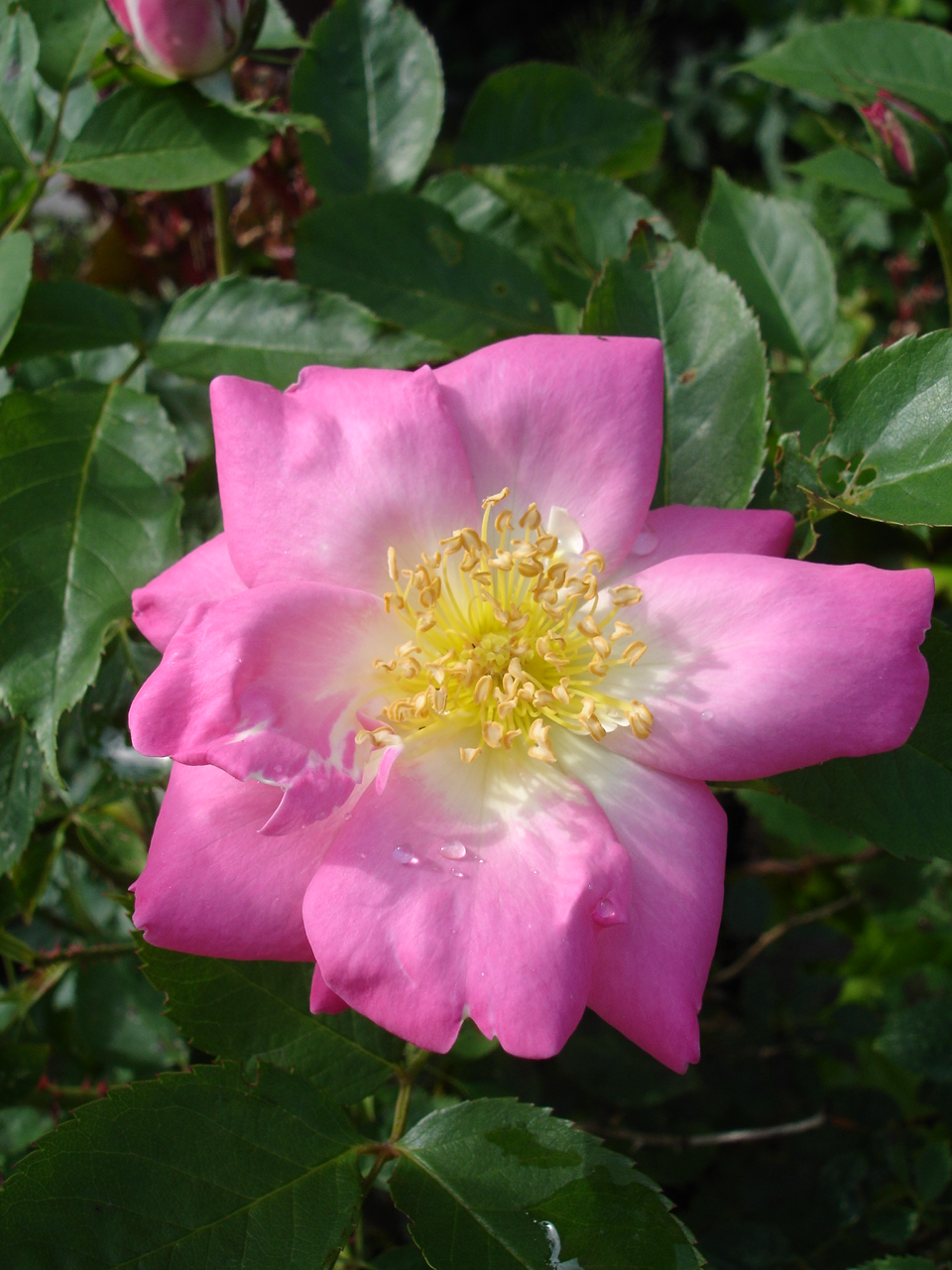
'Angelina' (Kordes)
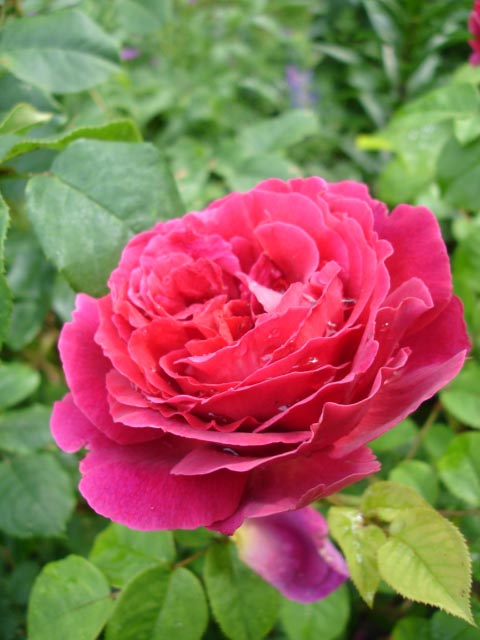
'Auslo', OTHELLO (Austin 1986)
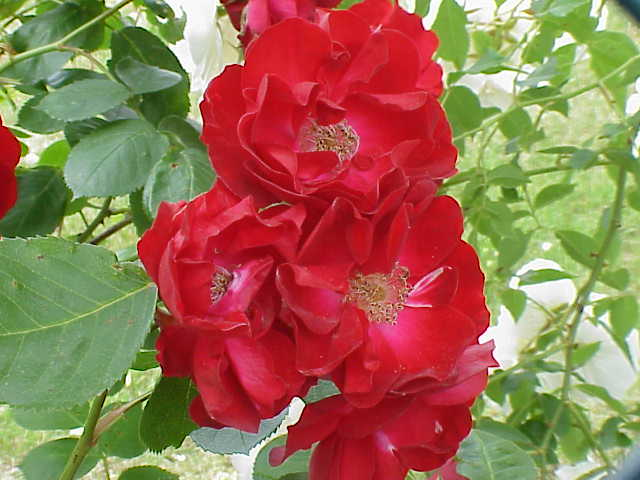
'Hamburg'
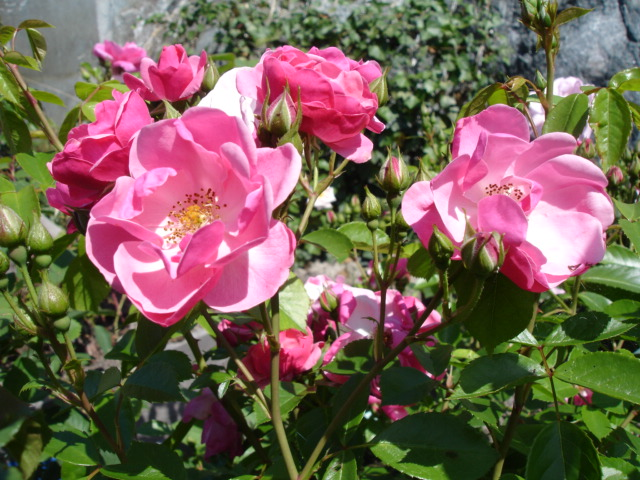
'Korday', ANGELICA (Kordes)
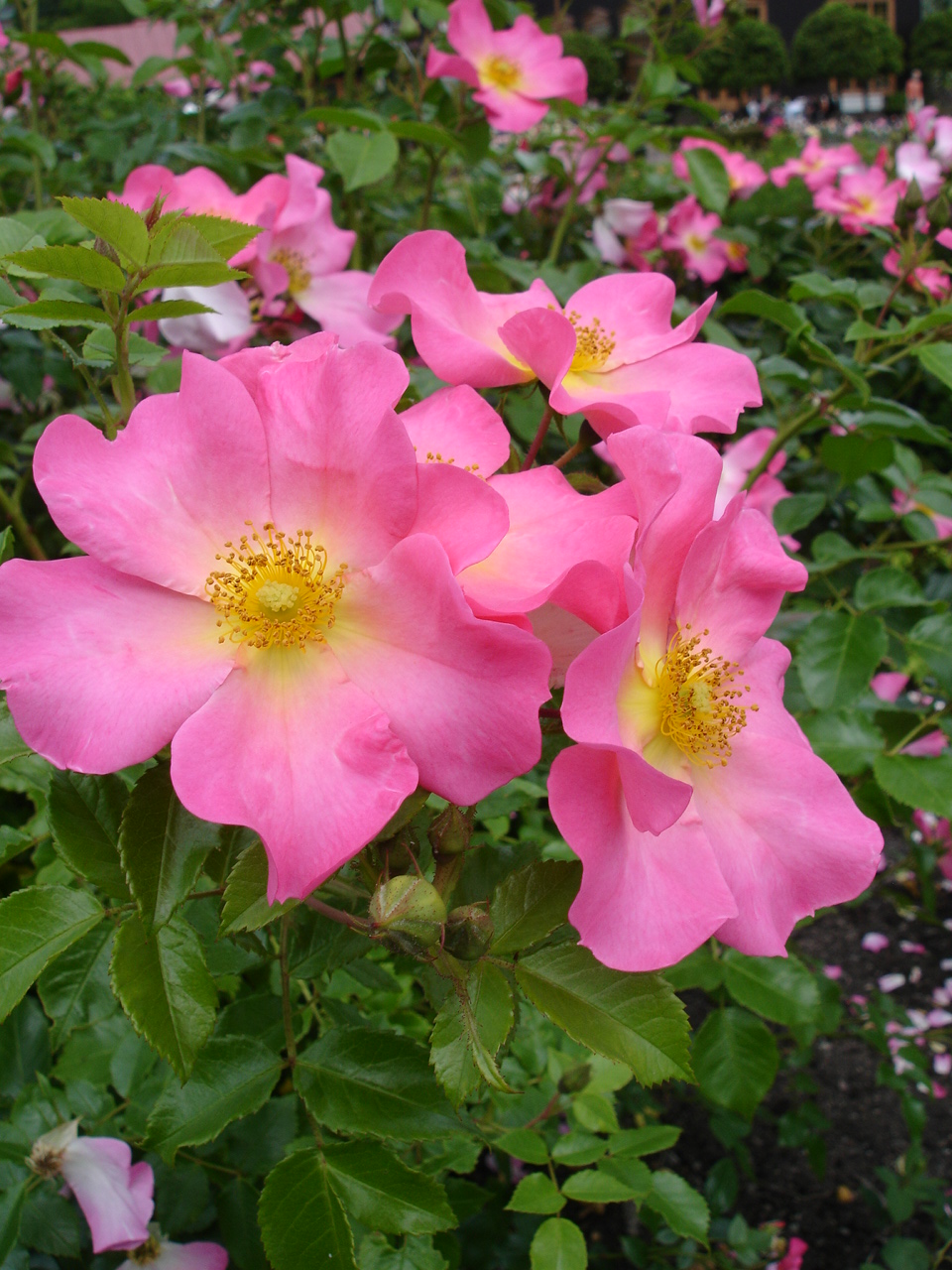
'Korelasting', LINDERDOF (Kordes 1999)
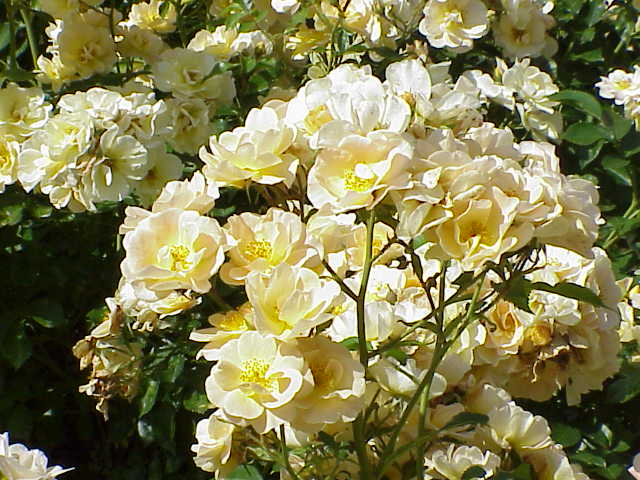
'Poulspan', ODENSE BY ROSE™ (Poulsen  (1992)
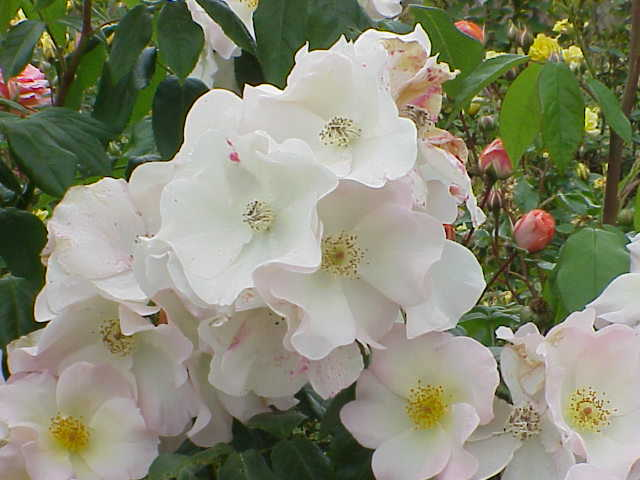
'Sally Holmes' (Robert A. Holmes 1976)